# کبوتر تاجدار
کبوتر تاجدار (نام علمی: Goura victoria) کبوتر بزرگی است که تا ۷۴ سانتیمتر طول و ۲/۵ کیلوگرم وزن می‌رسد.

## شکل ظاهری
رنگ بدن این پرنده آبی مایل به خاکستری است. تاج‌های زیبا و تورمانند، سینه خرمایی مایل به قرمز رنگین‌کمانی و همچنین بخش‌های سفید در تاج، این پرنده را چمشگیر نموده‌است. عنبیه چشم این پرنده قرمز رنگ است. هیچ تفاوت ظاهری بین پرنده نر و ماده وجود ندارد.

## تغذیه
غذای این پرنده عمدتاً شامل میوه‌ها، دانه‌ها و بی‌مهرگان کوچک است.

## تولیدمثل
پرنده ماده معمولاً یک عدد تخم سفیدرنگ می‌گذارد و به مدت ۲۸ روز روی آن می‌خوابد.

## پراکندگی
این پرنده در بخش‌های شمالی گینه نو زندگی می‌کند. با توجه به کم شدن مساحت زندگی و شکار بی‌رویه آن به خاطر گوشت و پرهایش، این پرنده در فهرست سرخ آی‌یوسی‌ان به عنوان پرنده در معرض خطر انقراض قرار دارد.

## در باغ‌وحش‌های جهان
اولین بار این پرنده در سال ۱۸۴۸ به باغ وحش لندن آورده شد. اسم این پرنده نیز در انگلیسی کبوتر تاجدار ویکتوریا است که به خاطر ملکه ویکتوریای انگلستان، این نام روی پرنده گذاشته شد. در ایران از این پرنده تا سال ۱۳۸۸ دو عدد در باغ پرندگان اصفهان وجود داشت.

## نگارخانه

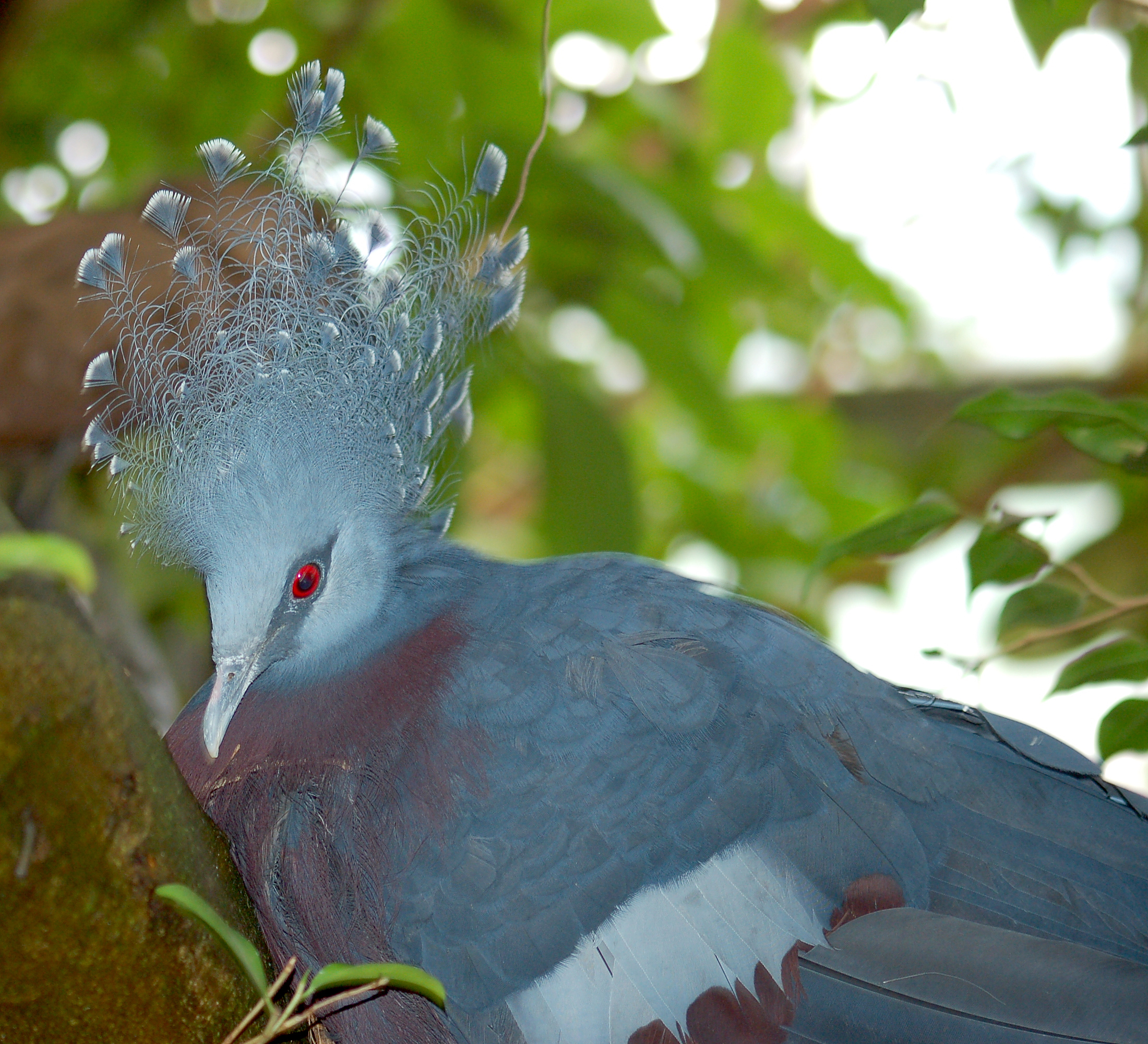
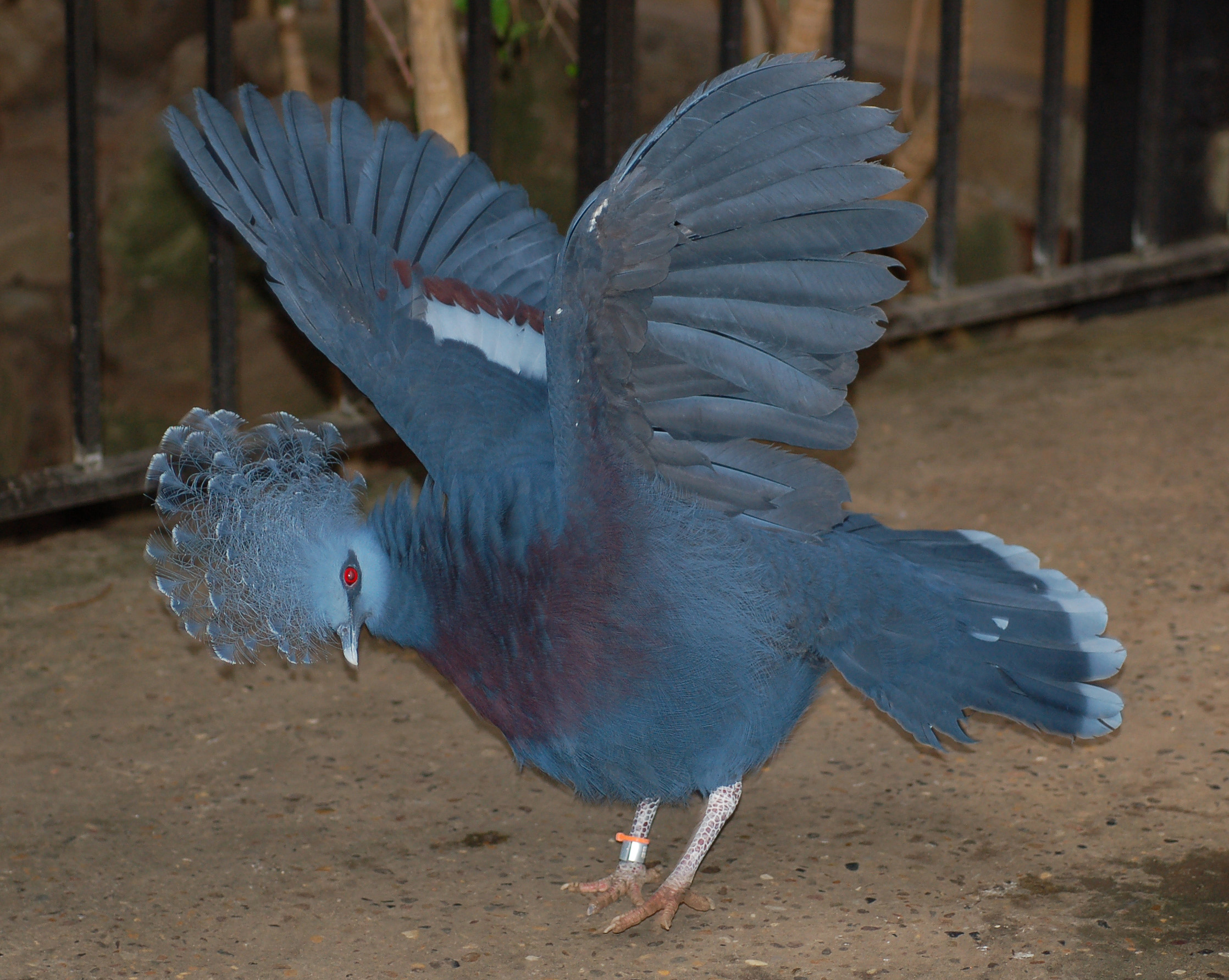
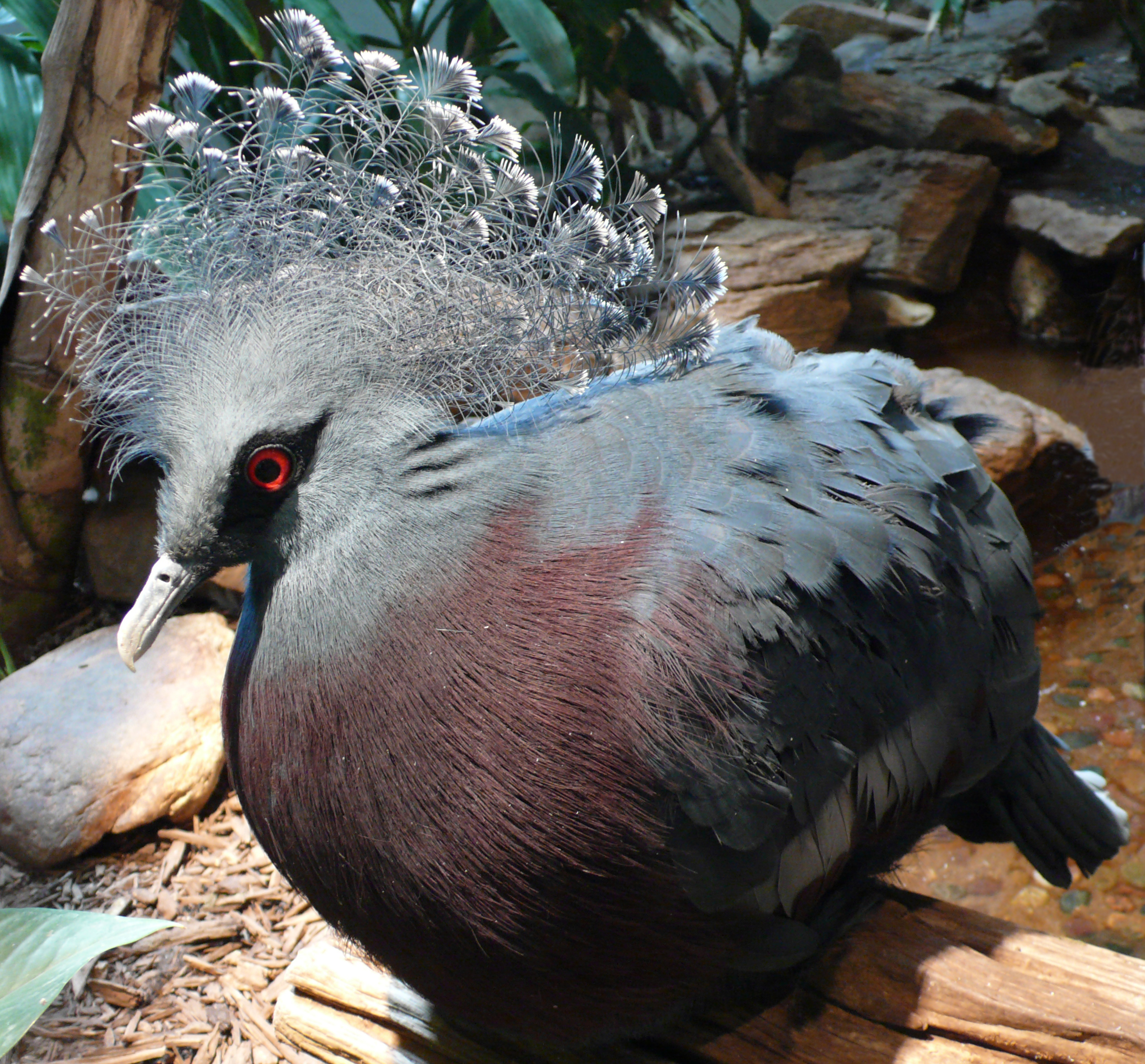
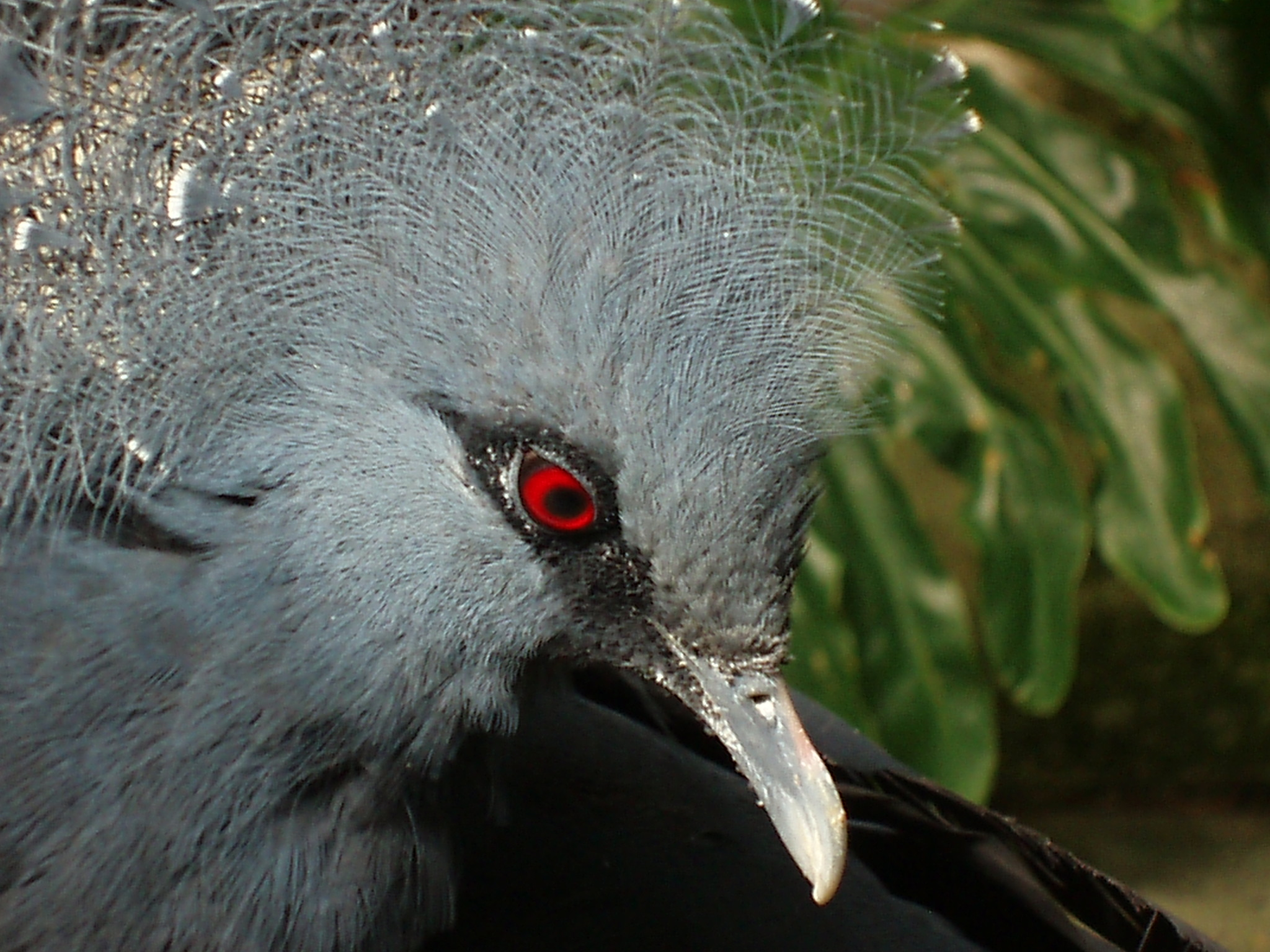
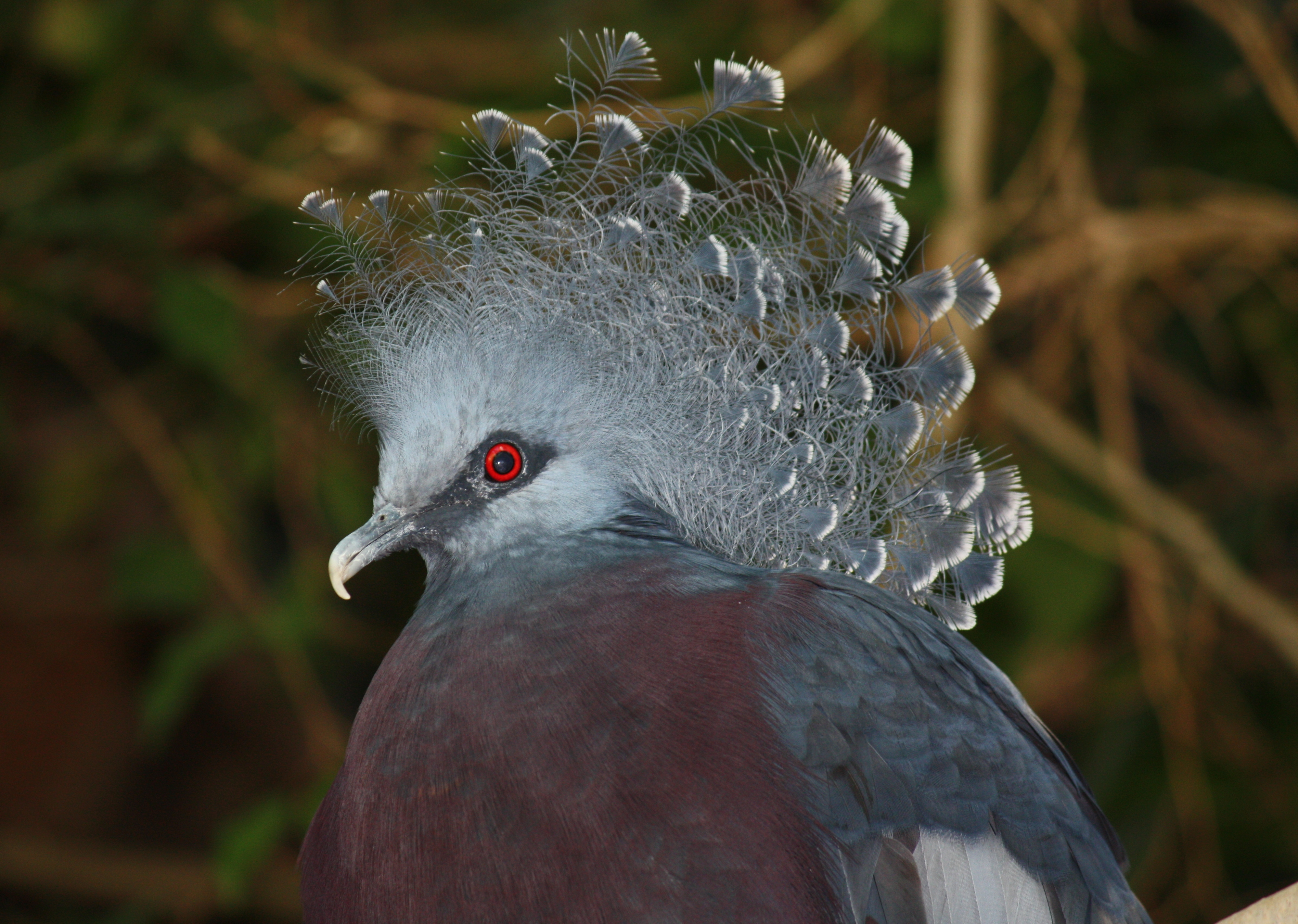
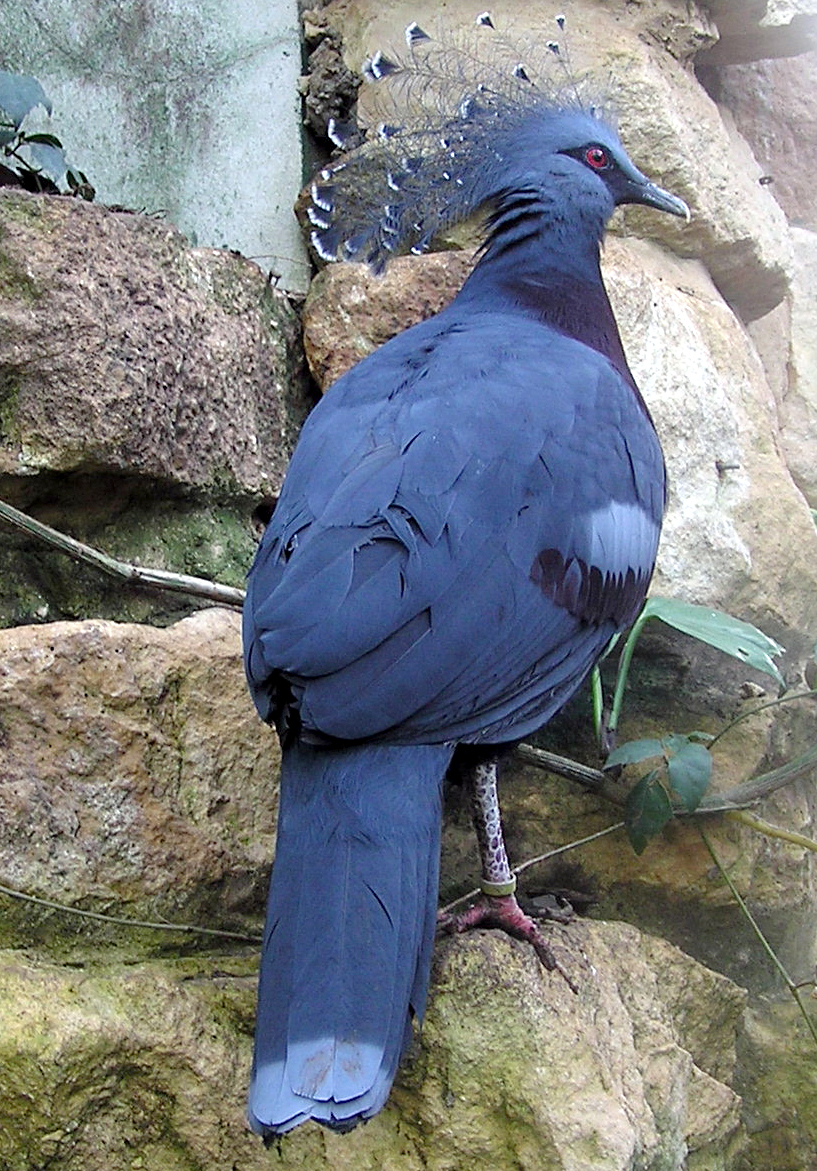
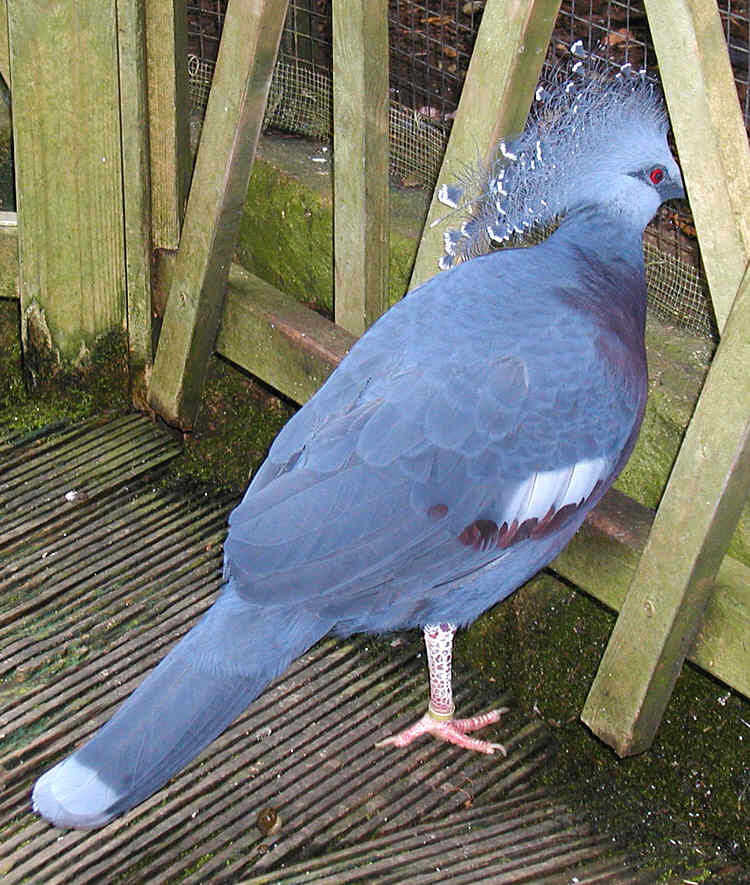
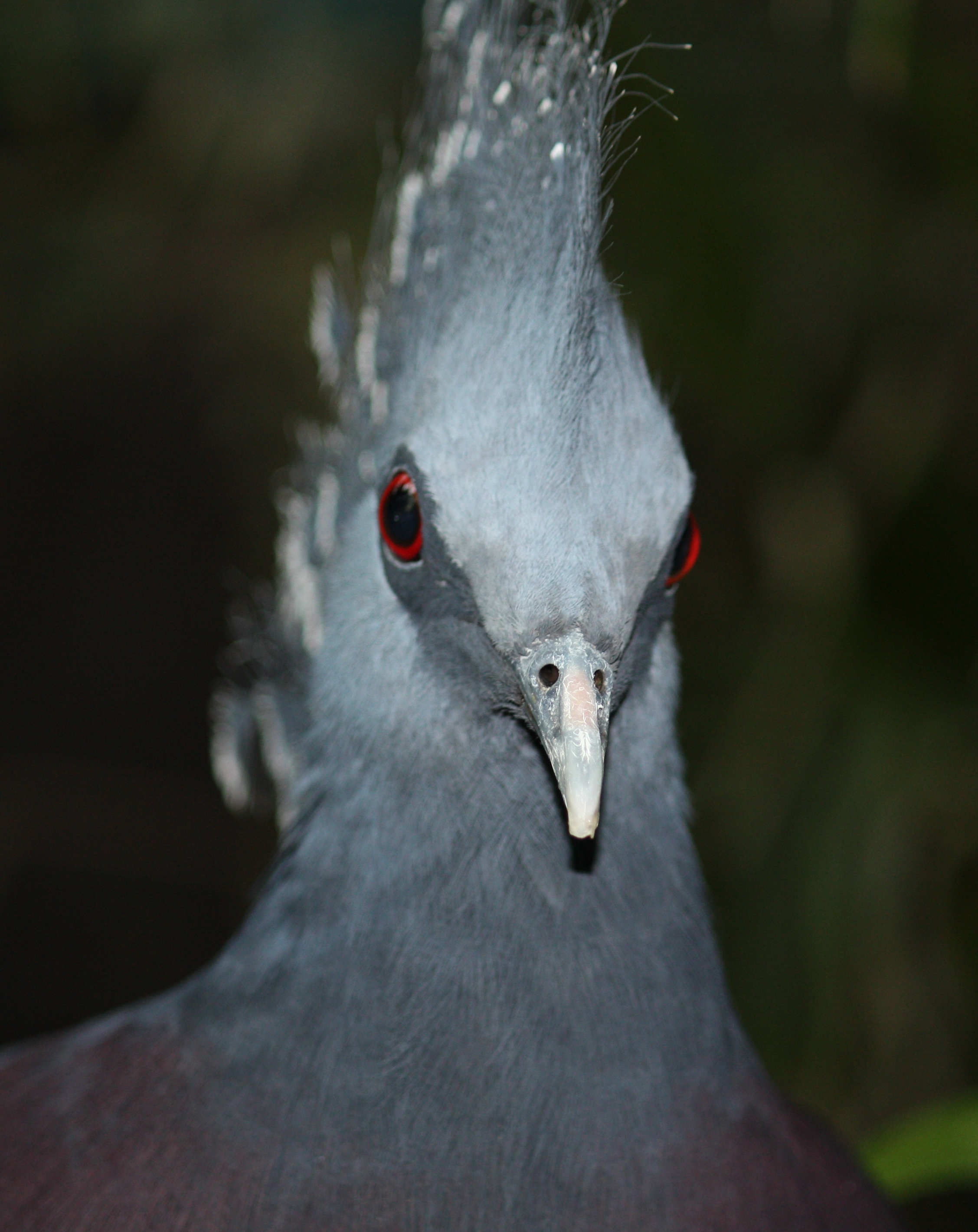
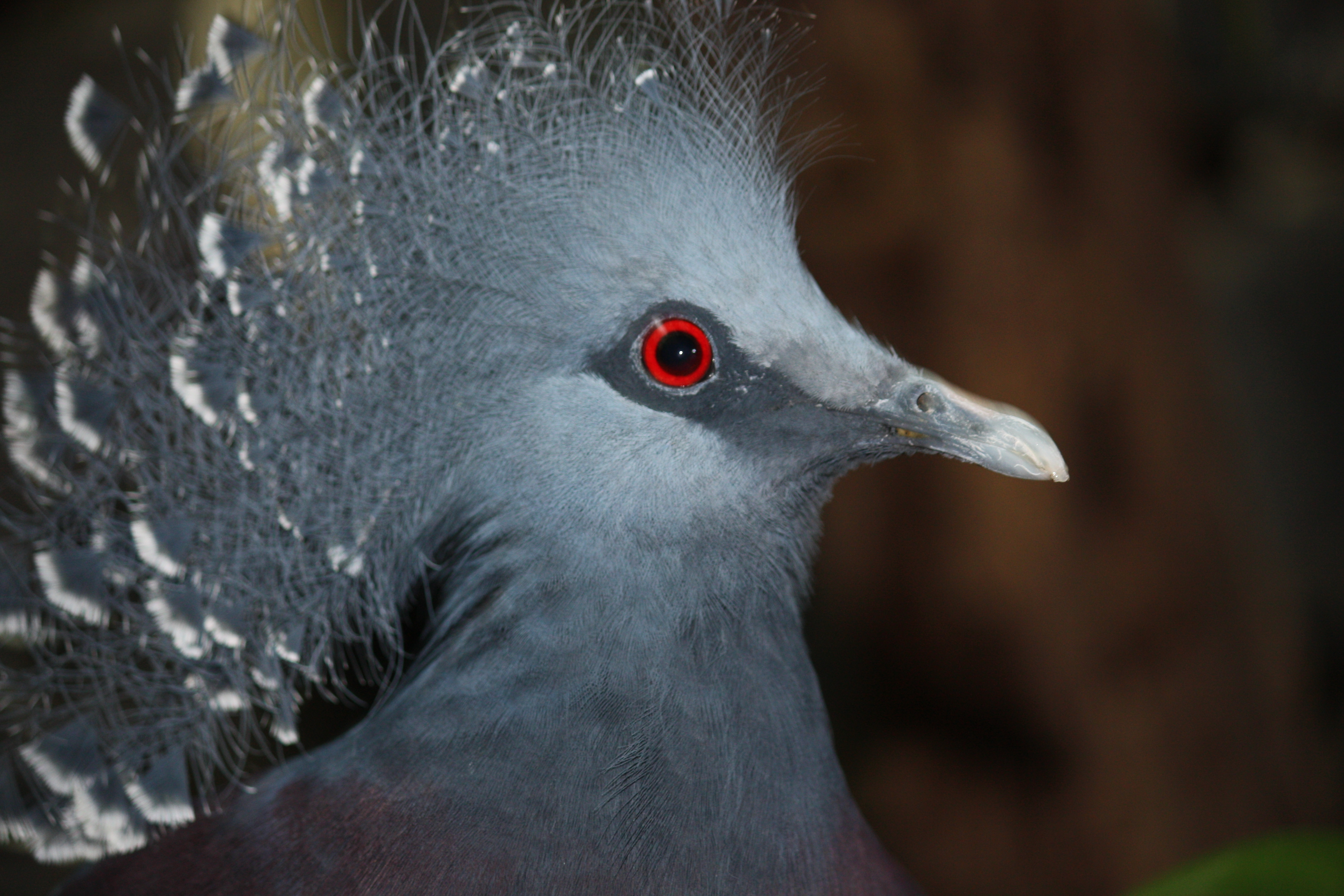
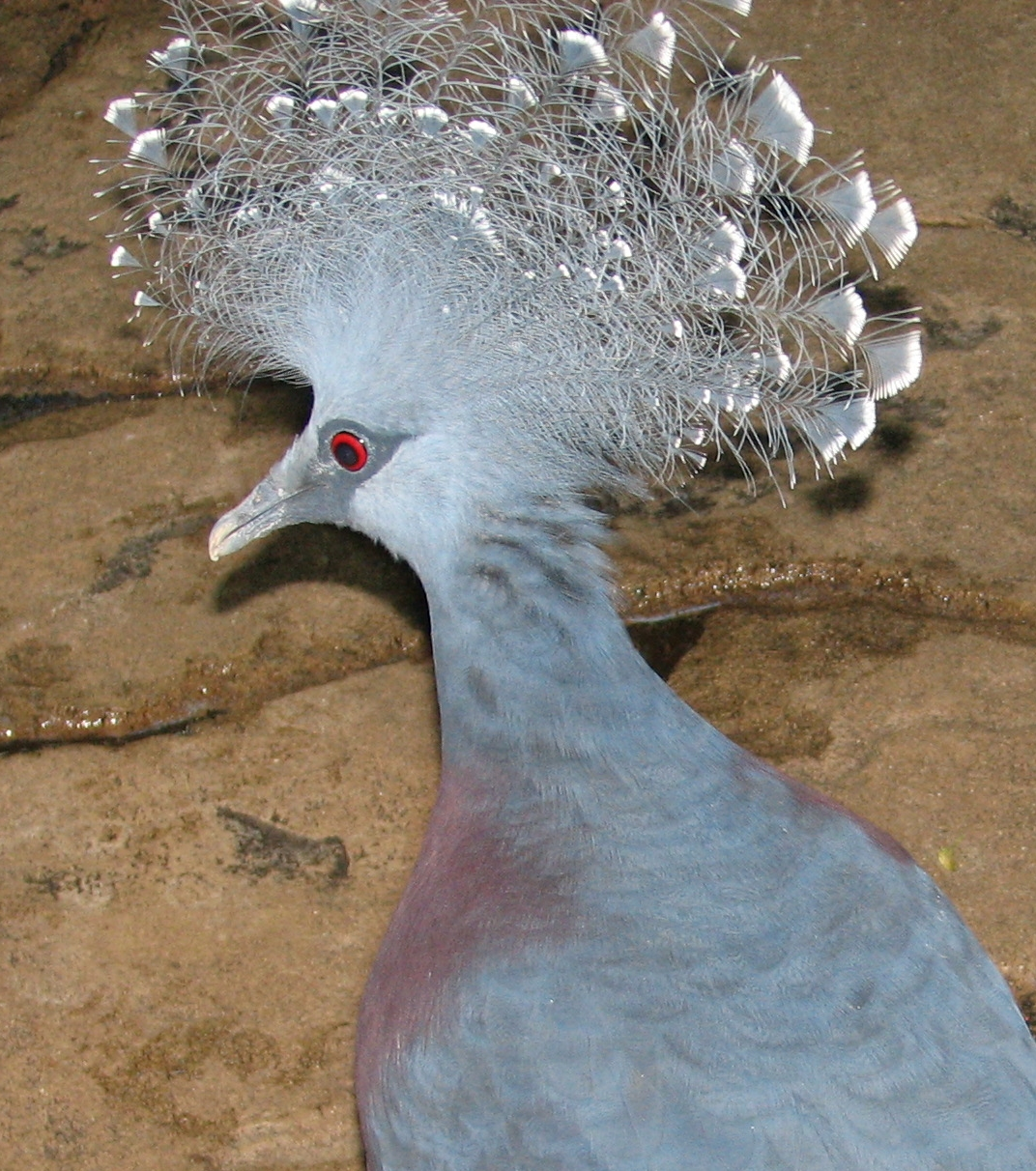
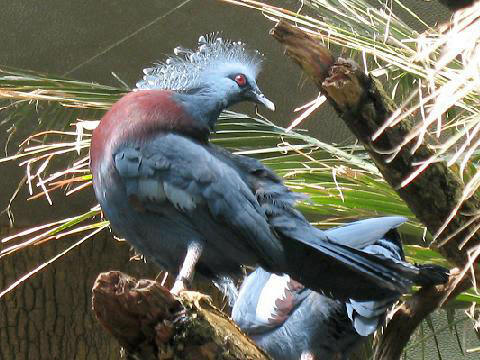